# أوسينغن
أوسينغن (بالألمانية: Ossingen) هي إحدى بلديات مقاطعة أندلفينغن في كانتون زيورخ في سويسرا. تبلغ مساحتها 13.07 كيلومتر مربع، ويقدر عدد سكانها بـ 1567 نسمة (حسب تعداد ديسمبر 2017).